# 蓝胸烟管鳚

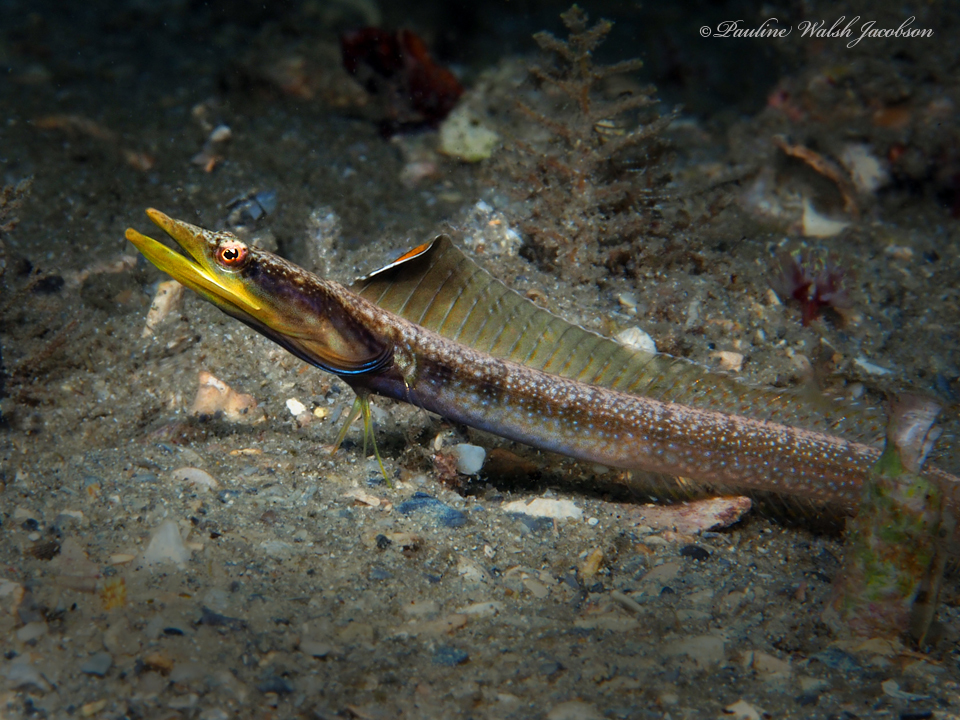
在佛羅里達州拍攝的藍胸煙管鳚

藍胸煙管鳚（學名：Chaenopsis ocellata），為輻鰭魚綱鳚形目煙管鳚科煙管鳚屬的一種，分布於西大西洋美國佛羅里達州東南方與巴哈馬到古巴海域，深度1至5公尺，本魚體細長，頭長，其上部輪廓上升至背鰭起點，吻部長而尖，從上方看呈鈍V形，毛孔位於頭部中央，頭上沒有捲鬚，吻部長而尖，下頜尖端突出，尾鰭圓形，與背鰭、臀鰭相連，體沙棕色至綠色，身體兩側有深色條紋，喉膜深色，雄魚頭部暗淡，喉膜黃色至黑色，有藍色脊，虹膜橙色，背鰭第一、二硬棘之間有不規則的黑色、白色和橙色斑紋，鰭前部呈淡粉紅灰色，身體兩側有藍白色斑點，體長可達12.5公分，棲息在沙底質海草床，通常躲在蠕蟲空巢穴，雌魚產附著性卵，由雄魚守護魚卵，具領域性，生活習性不明。